# 山丘之王
《山丘之王》（英語：King of the Hill）是一部美国动画情景喜剧，由麦克·賈吉和格雷格·丹尼尔斯创作。最初于1997年1月12日在福斯廣播公司播出，直至2009年9月13日。另有四集于2010年5月3日至6日于廣播聯賣播出。其被《时代杂志》评选为2007年“有史以来100部最伟大的电视节目”。